# Frank Calder
Frank Calder, född 17 november 1877 i Bristol, England, död 4 februari 1943 i Montreal, Quebec, var president för den nordamerikanska ishockeyligan NHL från 1917 fram till sin död 1943. Han valdes in i Hockey Hall of Fame postumt 1947. Calder Memorial Trophy, ett pris som varje år delas ut till årets nykomling i NHL, är uppkallad efter Frank Calder.

## Biografi
Frank Calder föddes i Bristol, Storbritannien, men utvandrade som ung till Kanada där han från början arbetade som lärare. Han arbetade sedan som sportjournalist på tidningarna Montreal Witness, Montreal Herald och Daily Telegraph innan han 1914 fick jobb som sekreterare för ishockeyligan NHA, föregångaren till NHL. Calder hade den posten fram till 1917 då han tog över dåvarande presidenten Frank Robinsons sysslor. Då NHA lades ner samma år och omformades till den nya ligan NHL valdes Calder till ligans president.
Som NHL-president översåg Calder expansionen till USA på 1920-talet med de nya lagen Boston Bruins, New York Americans, Pittsburgh Pirates, Chicago Black Hawks, New York Rangers och Detroit Cougars.
Förutom Calder Memorial Trophy, ett pris som Frank Calder själv instiftade som Calder Trophy och som ges till årets nykomling i NHL, är även AHL-mästerskapets buckla Calder Cup uppkallad efter honom.